# La sonámbula, recuerdos del futuro
La sonámbula, recuerdos del futuro, també coneguda simplement com La sonámbula, és una pel·lícula argentina de ciència-ficció de 1998 dirigida per Fernando Spiner i protagonitzada per Eusebio Poncela, Gastón Pauls i Sofia Viruboff. El guió va ser escrit per Fernando Spiner i Ricardo Piglia. La seva estrena es va produir el 24 de setembre de 1998 al Festival Internacional de Cinema de Toronto.

## Sinopsi
Corre l'any 2010 en una Argentina ucrònica, i és el Bicentenari de la Revolució de Maig. Durant aquest any, el govern realitza proves experimentals amb una nova substància química. Però ocorre un accident, pel qual la gent perd la memòria, i amb ella la seva identitat.
Una jove, Eva Rey (Sofia Viruboff) és una d'aquestes persones i les autoritats creuen que pot ser la clau d'aquesta estranya situació. Ella també pensa unir-se al grup subversiu de Pardal (Gastón Pauls). A Eva se li permet sortir de la instal·lació experimental on l'han estat tractant, però acompanyada d'Ariel (Eusebio Poncela). Només que en lloc de vigilar a Eva, Ariel comença a enamorar-se d'ella.

## Repartiment
- Eusebio Poncela... Ariel Kluge
- Alejandro Urdapilleta... Aldo
- Lorenzo Quinteros... Gauna
- Gastón Pauls... Gorrión
- Norman Briski... Duke
- Sofía Viruboff... Eva
- Patricio Contreras... Santos
- Pastora Vega... Doctora Estévez
- Belén Blanco
- Noemí Frenkel

## Nominacions i premis
Als Premis Cóndor de Plata de 1999 va guanyar els premis al millor muntatge i a la millor direcció artística. Al Festival Internacional del Nou Cinema Llatinoamericà de l'Havana de 1999 va guanyar els premis a la millor música, al millor so i a la millor opera prima i el premi "Coup de Coeur" al Festival de Cinema Llatinoamericà de Tolosa de Llenguadoc.